# Mahagonij
Mahagonij se odnosi na ravno-zrnato, crvenkasto-smeđe drvo od tri tropske vrste drveća iz roda Swietenia, autohtone u Americi.
Tri su vrste:
- Srednjoamerički pravi mahagonij ili američki mahagonij (lat. Swietenia macrophylla), s rasponom od Meksika do juga Amazonije u Brazilu, najrasprostranjenija vrsta mahagonija i jedina vrsta mahagonija, koja se dana komercijalno uzgaja.[1]
- Zapadnoindijski pravi mahagonij (lat. Swietenia mahagoni), porijeklom iz južne Floride i Kariba, prije dominantan u trgovini mahagonija, ali ne u širokoj komercijalnoj upotrebi još od Drugog svjetskog rata. Ilegalna sječa i vrlo destruktivan utjecaj na okoliš,[2] doveli su do zaštite i uvrštanja na popis Konvencije o međunarodnoj trgovini ugroženim vrstama.[3]
- Swietenia humilis, ograničen na sezonske suhe šume u Pacifičkoj Srednjoj Americi, koji je od ograničene komercijalne korisnosti. Neki botaničari vjeruju, da je samo varijanta od S. macrophylla.

Ove tri vrste iz roda Swietenia zove se "pravi" mahagonij, jer postoje i druge vrste, koje imaju drvo sličnih karakteristika kao mahagonij, uključujući i afričke mahoganije iz rodova Khaya i Entandrophragma (iz iste porodice Meliaceae); filipinski mahagonij iz porodice Dipterocarpaceae; novozelandski mahagonij ili kohekohe (lat. Dysoxylum spectabile), također dio porodice Meliaceae i kineski mahagonij (Toona sinensis), također dio porodice Meliaceae.
Mahagonij je komercijalno važno drvo cijenjeno zbog svoje ljepote, trajnosti i boje, a koristi se izradu namještaja, brodova, glazbenih instrumenata i drugih stvari. Vodeći uvoznik mahagonija su Sjedinjene Američke Države, a slijedi Velika Britanija, dok je danas najveći izvoznik Peru, koji je nadmašio Brazil, nakon što je ta zemlja zabranila izvoz mahagonija 2001. Procjenjuje se, da je oko 80 ili 90% peruanskoga mahagonija, koji se izvozi u SAD ilegalno posječen.
Mahagonij je nacionalno stablo Dominikanske Republike i Belizea. Nalazi se na grbu Belizea.